# 尊真法親王
尊真法親王（1744年3月3日—1824年4月17日），俗名成輔，幼名喜久宮，是日本江戶時代中期及後期的法親王，生父母是伏見宮貞建親王及通泉院，伏見宮邦賴親王的異母弟及伏見宮邦忠親王的同母弟。

## 履歷
喜久宮最初為一乘院尊昭法親王的附弟，在延享元年（1744年）成為櫻町天皇的養子，同時繼承一乘院門跡，後來在寶曆二年（1752年）十二月接受親王宣下，賜名成輔，次年（寶曆三年、1753年））二月就得度，法號尊真，更在文化十三年（1816年）閏八月獲准三后待遇。同時，他在明和元年（1764年）閏十二月至文化七年（1810年）四月四度擔任天台座主，至文政七年七月去世，院號施無畏王院。